# Osbornellus alveus
Osbornellus alveus är en insektsart som beskrevs av Delong och Martinson 1976. Osbornellus alveus ingår i släktet Osbornellus och familjen dvärgstritar. Inga underarter finns listade i Catalogue of Life.